# 히어로는 없다
《히어로는 없다》(스페인어: Orígenes secretos)는 2020년에 공개한 스페인의 영화이다.

## 캐스팅

### 주연
- 하비에르 레이 : 데이빗 역

### 조연
- 베로니카 에체구이 : 노르마 역
- 레오나르도 스바라글리아 : 파코 역
- 알렉스 가르시아 : 하비에르 역
- 에르네스토 알테리오 : 브루게라 역
- 브라이스 에페 : 호르헤 엘리아스 역